# Dublinia (museo)
Dublinia es un museo de recreación histórica y una atracción turística de Dublín, Irlanda, cuyo enfoque es la historia vikinga y medieval de la ciudad. El museo, que forma parte del recinto de la catedral de la Santísima Trinidad de Dublín (Dublin's Christ Church Cathedral), atrae a más de 125 000 visitantes cada año.

## Exhibición
Dublinia cuenta con una colección importante de objetos de la época de la presencia vikinga en Irlanda, y ofrece recreaciones históricas como parte integral de su programa, en las que actores interpreten el papel de vikingos y dublineses medievales (una completa puesta en escena), animando a los visitantes del museo para que tomen parte en las distintas escenas. Las premisas del museo ofrecen recreaciones de edificaciones vikingas y medievales y escenas callejeras.

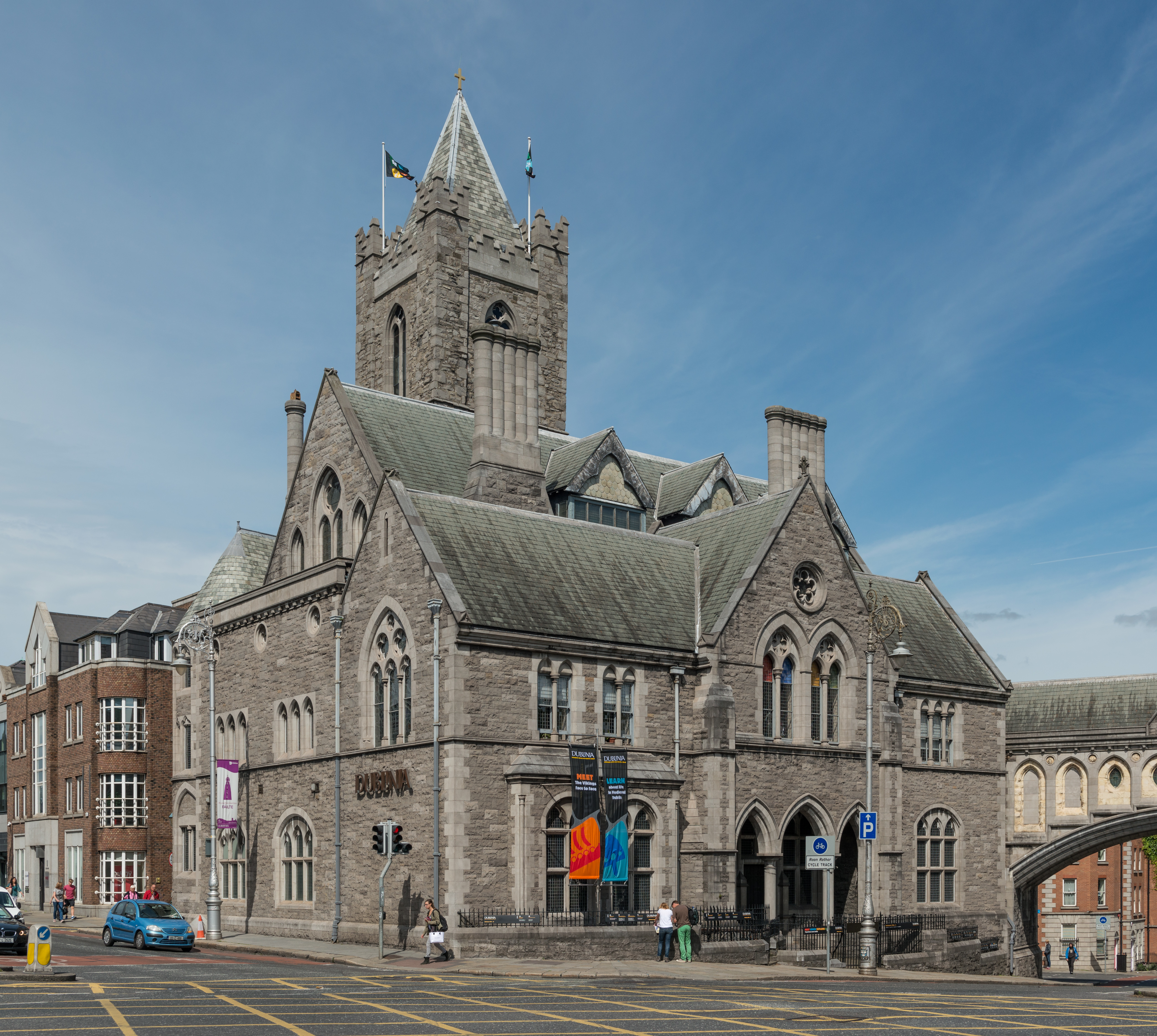
Dublinia, edificio principal
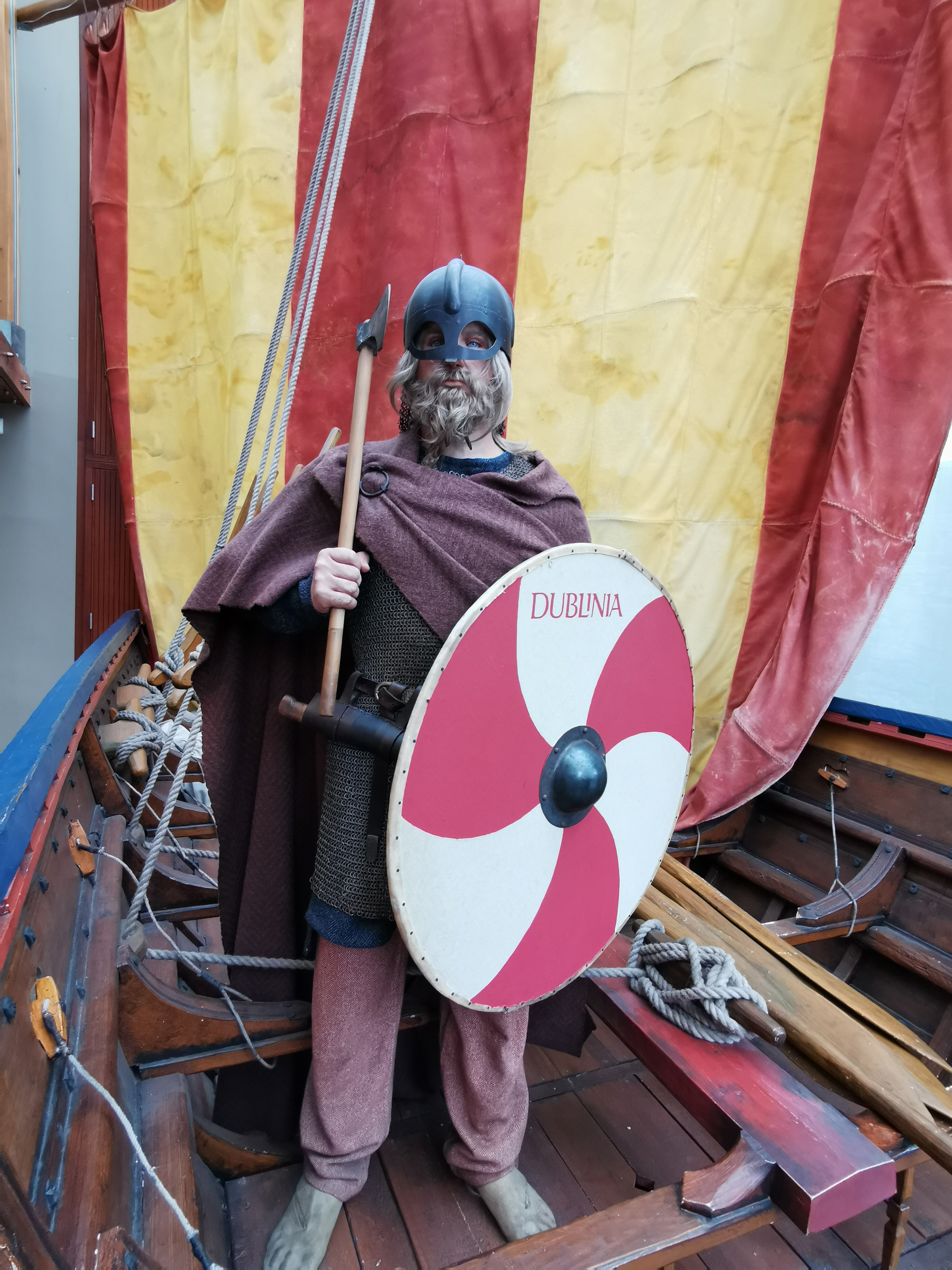
Recreación vikinga en Dublinia
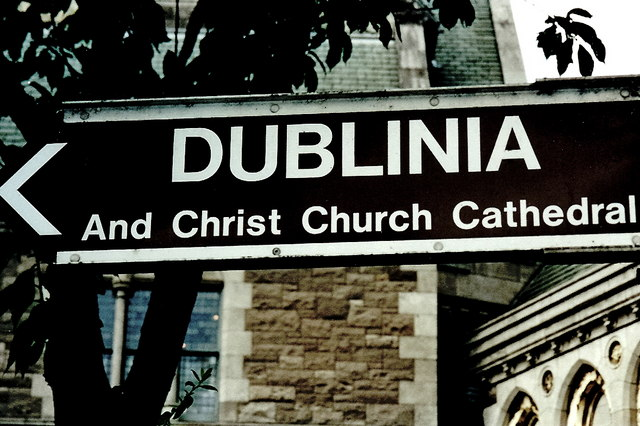
Entrada al museo y a la catedral
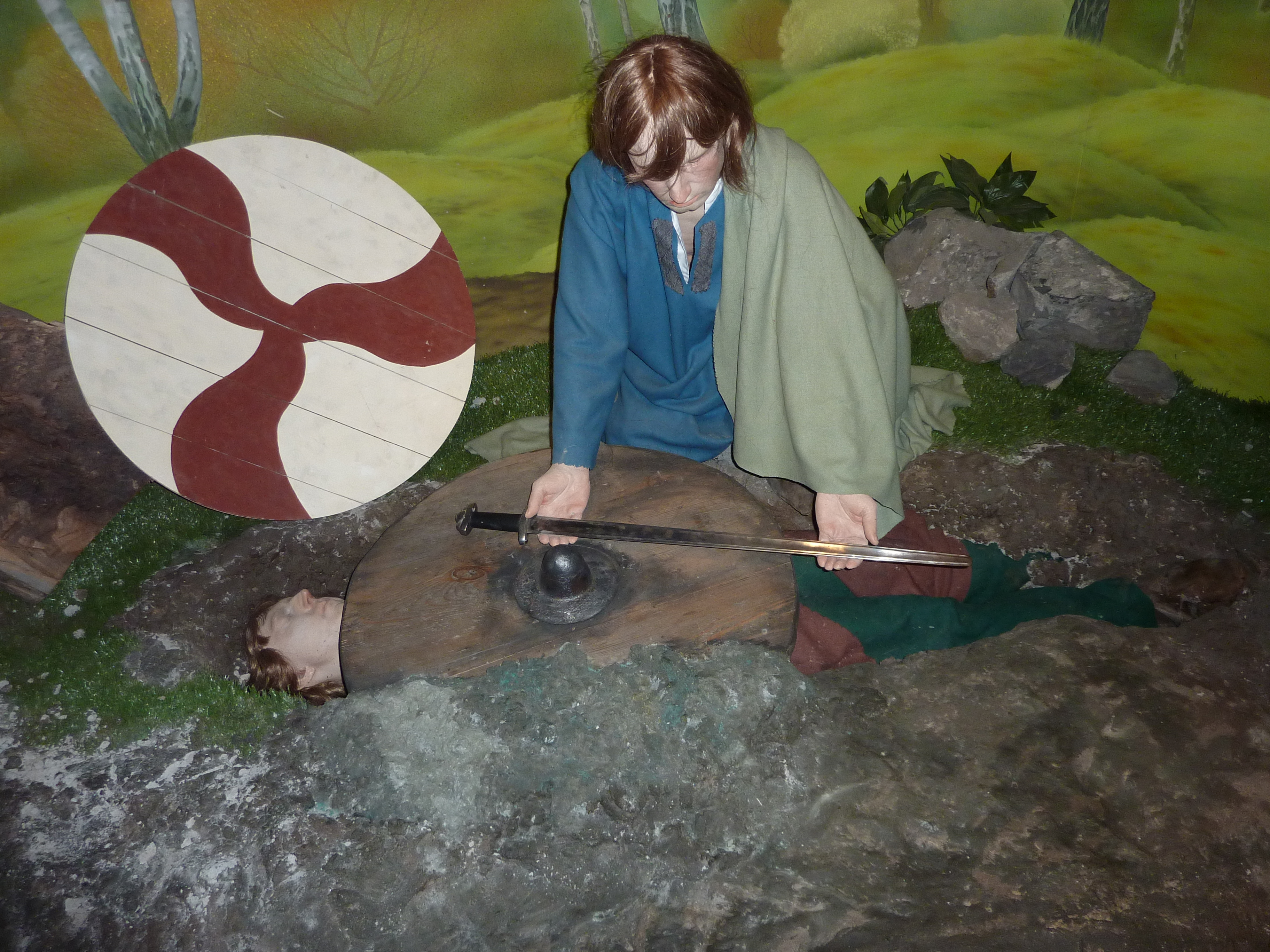
Recreación de una escena de entierro vikingo

## Historia
La exhibición abrió sus puertas por primera vez en 1993, siendo renovada en 2010.